# A Caçada da Onça
A Caçada da Onça é um livro infantil  escrito por Monteiro Lobato em 1924. Mais tarde, o autor resolveu ampliar a história, com o aparecimento do rinoceronte Quindim. O livro também recebeu um novo nome: Caçadas de Pedrinho.